# Minimum-Maximum (video)
Minimum Maximum è il primo video del gruppo musicale tedesco Kraftwerk, pubblicato il 5 dicembre 2005.

## Descrizione
Il video include le canzoni che sono state proposte dal gruppo durante il tour mondiale durato tra il 2003 e il 2004, che prende lo stesso nome del video. Il video è stato pubblicato anche all'interno di un cofanetto intitolato Notebook all'interno del quale vi è anche l'album Minimum-Maximum. Alla fine del DVD vi è la registrazione di un'esibizione del gruppo ad un programma della rete televisiva MTV.
Il video è stato pubblicato dalle etichette discografiche EMI (internazionalmente), Toshiba (Giappone) e Astralwerks (Stati Uniti).

## Tracce
Disco 1
1. Meine Damen und Herren – 0:35
2. The Man-Machine – 7:54
3. Planet of Visions (Expo 2000)  – 4:46
4. Prologue/Tour de france 1-2-3/Chrono – 10:40
5. Vitamin – 6:42
6. Tour de France – 6:18
7. Autobahn – 8:52
8. The Model – 3:42
9. Neon Lights – 5:52
10. Radioactivity – 7:41
11. Trans Europe Express/Azbug/Metal on Metal – 9:38

Disco 2
1. Numbers – 4:33
2. Computer World – 2:55
3. Home Computer – 5:55
4. Taschenrechner/Dentaku – 6:14
5. The Robots – 7:23
6. Elektro Kardiogramm – 4:42
7. Aerodynamik – 7:13
8. Music Non Stop – 9:49
9. Aéro Dynamik/MTV – 3:48

## Formazione
- Ralf Hütter: voce, tastiere, sintetizzatore software
- Florian Schneider: voce, vocoder, sintetizzatore software
- Fritz Hilpert: sintetizzatore software, batteria elettronica
- Henning Schmitz: sintetizzatore software, batteria elettronica